# Ildefonso Fernández Laborda
Ildefonso Fernández Laborda (Barcelona, España; 25 de abril de 1967), conocido como Totó, es un exfutbolista español. Desde junio de 2018, es secretario técnico en el Girona F. C..
Como futbolista, jugaba de delantero y pasó su carrera en clubes españoles. Disputó la temporada 1991-92 de la Segunda División de España con el Palamós C. F.

## Clubes

### Como jugador
| Club                   | País   | Año       |
| ---------------------- | ------ | --------- |
| R. C. D. Espanyol      | España | ??-1991   |
| U. E. Sant Andreu      | España | 1990-1991 |
| Palamós C. F.          | España | 1991-1992 |
| C. E. L’Hospitalet     | España | 1992-1993 |
| Gimnàstic de Tarragona | España | 1993-1994 |
| U. E. Sant Andreu      | España | 1994-1995 |
| C. F. Gavà             | España | 1995-1996 |

### Como secretario técnico
| Club         | País   | Año           |
| ------------ | ------ | ------------- |
| Girona F. C. | España | 2018-presente |